# تكافل

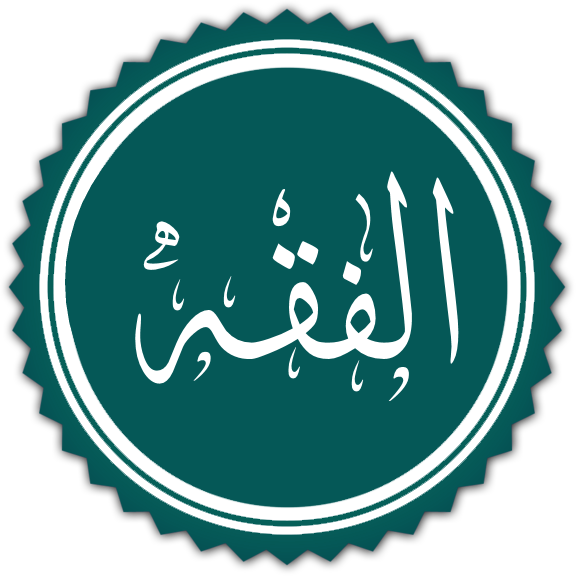

التكافل أو التأمين الإسلامي هو مفهوم تأمينى إسلامي يرتكزعلى المعاملات الإسلامية المصرفية، مع مراعاة قواعد وأنظمة الشريعة الإسلامية هذا المفهوم قد يمارس في أشكال مختلفة لأكثر من 1400 سنة. ولقد اعترف فقهاء المسلمين بأن أساس المسؤولية المشتركة في نظام اكويلا كما يمارس بين المسلمين في مكة والمدينة وضع الأساس للتأمين التعاوني.
التأمين الإسلامي هو اتفاق يتم بين أشخاص يتعرضون لأخطار محددة بهدف تلافي الأضرار الناشئة عبر إنشاء صندوق يتم إيداع اشتراكات فيه على أساس التبرع، ويتم منه التعويض عن الأضرار التي تلحق أحد المشتركين من جراء وقوع الأخطار المؤمن منها.